# Caetano de Lemos Telo de Meneses
Caetano de Lemos Telo de Meneses foi um administrador colonial português que exerceu o cargo de Governador no antigo território português subordinado à Índia Portuguesa de Timor-Leste entre 1776 e 1779, tendo sido antecedido por António José Teles de Meneses e sucedido por Lourenço de Brito Correia.